# Jehoschua

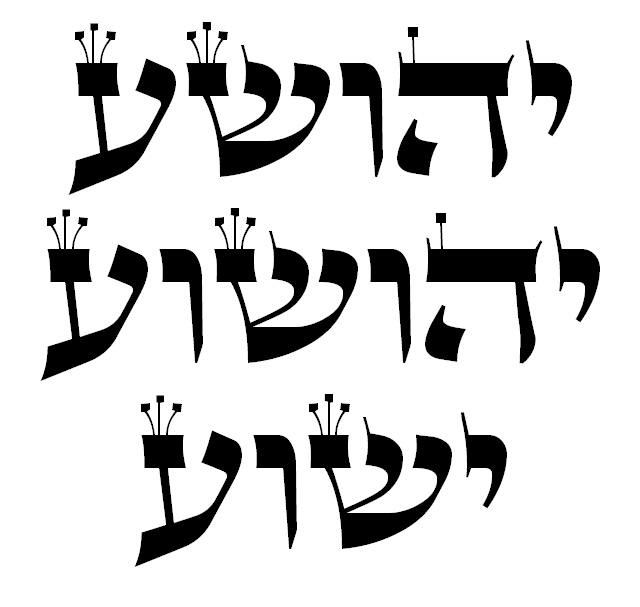
Jehoschua, Jeschua in den Varianten des Masoretischen Textes

Jehoschua ist eine Transkription des hebräischen Personennamens יְהוֹשֻׁעַ jəhōšuaʿ, der in der Bibel mehrfach vorkommt und noch heute gebraucht wird.

## Herleitung und Bedeutung
Beim Namen יְהוֹשֻׁעַ jəhōšuaʿ handelt es sich um die hebräische Urform des Namens, der im Deutschen als Josua wiedergegeben wird.
Nach dem babylonischen Exil wurde meist die Kurzform יֵשׁוּעַ jēšūaʿ verwendet. Diese ist biblisch fast ausnahmslos für Priester oder Leviten belegt, was darauf hindeutet, dass der Name nachexilisch exklusiv in Priesterfamilien genutzt wurde.
Bei Jehoschua handelt es sich um den ersten JHWH-haltigen Namen im Alten Testament.

## Verbreitung
In Israel ist der Langname יְהוֹשֻׁעַ jəhōšuaʿ nach wie vor weit verbreitet. Im Jahr 2020 nahm er den Platz 94 der Liste der beliebtesten Vornamen ein.
Dagegen geriet die Kurzform יֵשׁוּעַ jēšūaʿ kurz nach dem Jahr 70 in den Quellen abrupt außer Gebrauch und wird im Judentum bis heute praktisch nicht mehr verwendet, weil sie durch die kontroverse Gestalt des Jeschua ha-Nosri („Jesus von Nazaret“) mit der Verbreitung des Christentums für Juden unmöglich geworden war.

## Varianten
Neben der deutschen Transkription Jehoschua existiert die englische bzw. internationale Transkription Yehoshua.
Für weitere Varianten: siehe Josua#Varianten

## Namensträger

### Biblische Personen
- Jehoschua ben Nun, israelitischer Stammesführer im Buch Josua (Jos 1,1 EU u. ö.)
- Josua, aus Bet-Semes (1 Sam 6,14.18 EU)
- Josua, Stadtkommandant von Jerusalem (2 Kön 23,8 EU)
- Jeschua, ca. 515–490 v. Chr. Hohepriester in Jerusalem (Esr 2,2 EU u. ö.)
- Jeschua, Oberhaupt einer Priesterabteilung (1 Chr 24,11 EU)
- Jeschua, Levit oder Priester zur Zeit Hiskias (2 Chr 31,15 EU)
- Jesus von Nazaret
- und weitere

### Jüdische Antike
- Jehoschua ben Chananja (um 40- um 100), wichtiger jüdischer Gelehrter, Tannait, in der Mischna einfach R. Jehoschua genannt
- Joshua ben Gamla (Jesus ben Gamala), Hohepriester des Zweiten Tempels in Jerusalema 64–65 n. Chr. und jüdischer Widerstandskämpfer
- Jehoschua ben Qorcha (2. Jhd.), jüdischer Gelehrter, Tannait
- Jehoschua ben Levi (3. Jhd.), Amoräer in Lydda

### Vorname
- Josua ben Josef Lorki (auch Joschua ha-Lorki; † um 1419), jüdischer Arzt
- Jehoschua Falk (1555–1614), Talmudist und Halachist in Lemberg
- Jehoschua Benveniste (Joshua Raphael ben Israel Benveniste; um 1590- um 1665), jüdischer Gelehrter in der Türkei
- Jehoschua Hankin (Yehoshua Hankin, Josua Hankin, auch: Chenkin; 1864–1945), zionistischer Pionier
- Jehoschua Rabinowitz (1911–1979), israelischer Politiker der Awoda und Minister
- Jehoschua Bar-Hillel (1915–1975), israelischer Philosoph, Mathematiker und Linguist
- Yehoshua Lakner (Jehoschua Lakner; 1924–2003), israelisch-schweizerischer Komponist
- Joschua Maza (eigentlich Jehoschua Maza; * 1931), israelischer Politiker
- Jehoschua Kenaz (1937–2020), israelischer Schriftsteller
- Joschua Sobol (eigentlich Jehoschua Sobol; * 1939), israelischer Dramatiker und Schriftsteller

### Weiterer Vorname
- Abraham Jehoschua Heschel von Apta, (1748–1825; bekannt als der Apter Rebbe), chassidischer Zaddik

### Familienname
- Abraham B. Jehoshua (1936–2022), israelischer Schriftsteller